# Amailloux
Amailloux (anciennement Amaillou) est une commune du Sud-Ouest de la France située dans le département des Deux-Sèvres, en région Nouvelle-Aquitaine.

## Géographie
La commune d'Amailloux est traversée du sud ouest au nord-est par la Raconnière, un ruisseau affluent du Cébron et sous-affluent du Thouet. La Raconnière prend sa source sur le territoire communal, deux kilomètres au sud-ouest du bourg, en limite de la commune de Saint-Germain-de-Longue-Chaume. Des bois couvrent une partie de la commune principalement au nord-ouest.
Le bourg est situé en distances orthodromiques, 12 kilomètres au nord-ouest de Parthenay et 17 kilomètres au sud-est de Bressuire, sur la route départementale 46, à un kilomètre de la route nationale 149 qui relie ces deux villes.
La commune est également desservie à l'ouest par la route départementale 143.

### Climat
Le climat qui caractérise la commune est qualifié, en 2010, de « climat océanique altéré », selon la typologie des climats de la France qui compte alors huit grands types de climats en métropole. En 2020, la commune ressort du même type de climat dans la classification établie par Météo-France, qui ne compte désormais, en première approche, que cinq grands types de climats en métropole. Il s’agit d’une zone de transition entre le climat océanique, le climat de montagne et le climat semi-continental. Les écarts de température entre hiver et été augmentent avec l'éloignement de la mer. La pluviométrie est plus faible qu'en bord de mer, sauf aux abords des reliefs.
Les paramètres climatiques qui ont permis d’établir la typologie de 2010 comportent six variables pour les températures et huit pour les précipitations, dont les valeurs correspondent à la normale 1971-2000. Les sept principales variables caractérisant la commune sont présentées dans l'encadré ci-après.
| Paramètres climatiques communaux sur la période 1971-2000 - Moyenne annuelle de température : 11,3 °C - Nombre de jours avec une température inférieure à −5 °C : 2,4 j - Nombre de jours avec une température supérieure à 30 °C : 4,1 j - Amplitude thermique annuelle : 14,7 °C - Cumuls annuels de précipitation : 853 mm - Nombre de jours de précipitation en janvier : 12,3 j - Nombre de jours de précipitation en juillet : 6,9 j |

Avec le changement climatique, ces variables ont évolué. Une étude réalisée en 2014 par la Direction générale de l'Énergie et du Climat complétée par des études régionales prévoit en effet que la  température moyenne devrait croître et la pluviométrie moyenne baisser, avec toutefois de fortes variations régionales. Ces changements peuvent être constatés sur la station météorologique de Météo-France la plus proche, « Clesse », sur la commune de Clessé, mise en service en 1978 et qui se trouve à 8 km à vol d'oiseau,, où la température moyenne annuelle est de 11,5 °C et la hauteur de précipitations de 799,9 mm pour la période 1981-2010.
Sur la station météorologique historique la plus proche, « Niort », sur la commune de Niort,  mise en service en 1958 et à 48 km, la température moyenne annuelle évolue de 12,5 °C pour la période 1971-2000 à 12,5 °C pour 1981-2010, puis à 12,8 °C pour 1991-2020.

## Urbanisme

### Typologie
Au 1er janvier 2024, Amailloux est catégorisée commune rurale à habitat dispersé, selon la nouvelle grille communale de densité à sept niveaux définie par l'Insee en 2022.
Elle est située hors unité urbaine. Par ailleurs la commune fait partie de l'aire d'attraction de Parthenay, dont elle est une commune de la couronne,. Cette aire, qui regroupe 26 communes, est catégorisée dans les aires de moins de 50 000 habitants,.

### Occupation des sols
L'occupation des sols de la commune, telle qu'elle ressort de la base de données européenne d’occupation biophysique des sols Corine Land Cover (CLC), est marquée par l'importance des territoires agricoles (92,1 % en 2018), une proportion sensiblement équivalente à celle de 1990 (92,3 %). La répartition détaillée en 2018 est la suivante : 
zones agricoles hétérogènes (42,1 %), terres arables (37,8 %), prairies (12,2 %), forêts (6 %), zones urbanisées (0,9 %), mines, décharges et chantiers (0,9 %). L'évolution de l’occupation des sols de la commune et de ses infrastructures peut être observée sur les différentes représentations cartographiques du territoire : la carte de Cassini (XVIIIe siècle), la carte d'état-major (1820-1866) et les cartes ou photos aériennes de l'IGN pour la période actuelle (1950 à aujourd'hui).

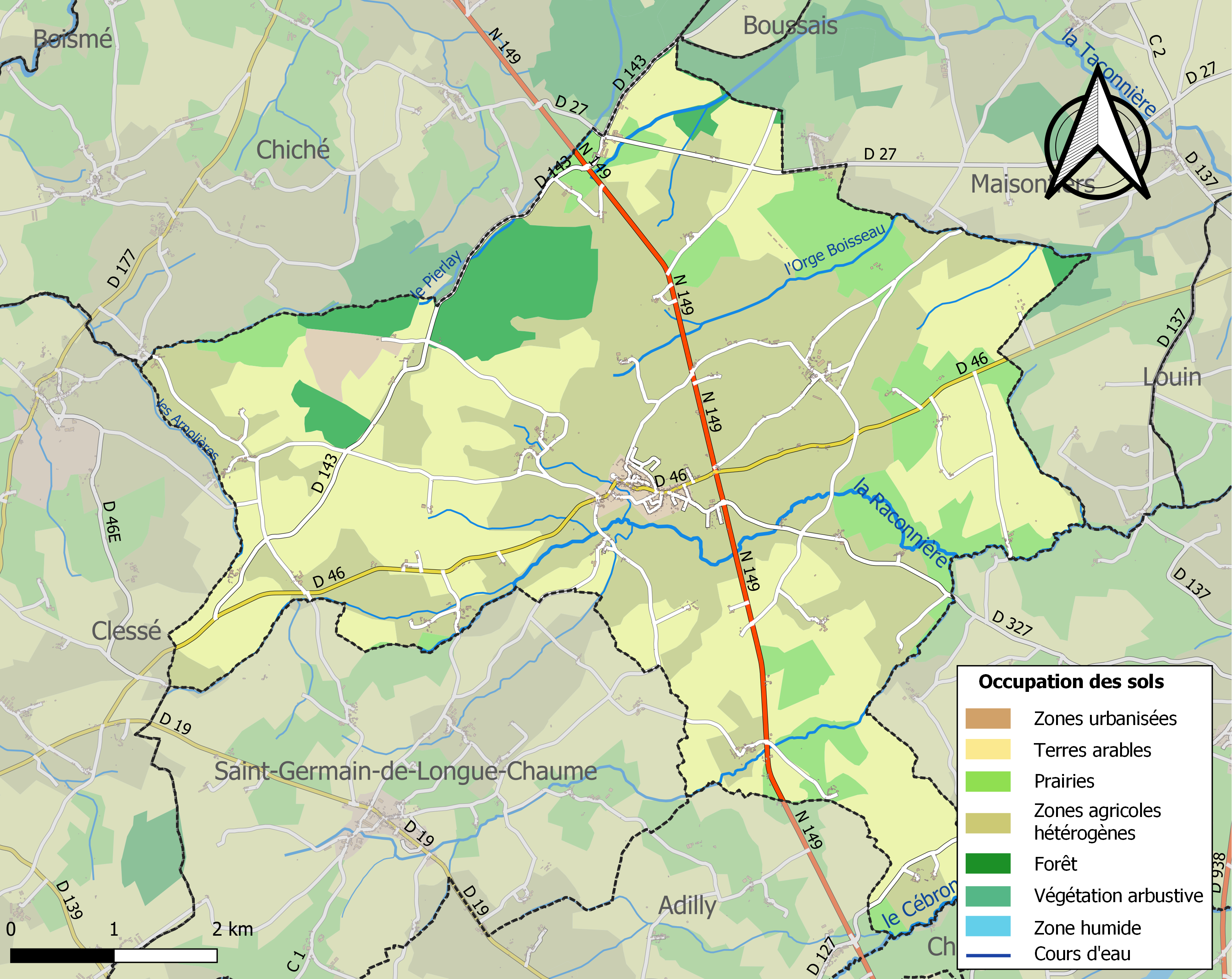
Carte des infrastructures et de l'occupation des sols de la commune en 2018 (CLC).

### Risques majeurs
Le territoire de la commune d'Amailloux est vulnérable à différents aléas naturels : météorologiques (tempête, orage, neige, grand froid, canicule ou sécheresse), inondations, mouvements de terrains et séisme (sismicité modérée). Il est également exposé à deux risques technologiques,  le transport de matières dangereuses et  le risque industriel, et à un risque particulier : le risque de radon. Un site publié par le BRGM permet d'évaluer simplement et rapidement les risques d'un bien localisé soit par son adresse soit par le numéro de sa parcelle.

#### Risques naturels
Certaines parties du territoire communal sont susceptibles d’être affectées par le risque d’inondation par débordement de cours d'eau, notamment le Cébron, la Raconnière et la Taconnière. La commune a été reconnue en état de catastrophe naturelle au titre des dommages causés par les inondations et coulées de boue survenues en 1982, 1983, 1995, 1999 et 2010,.

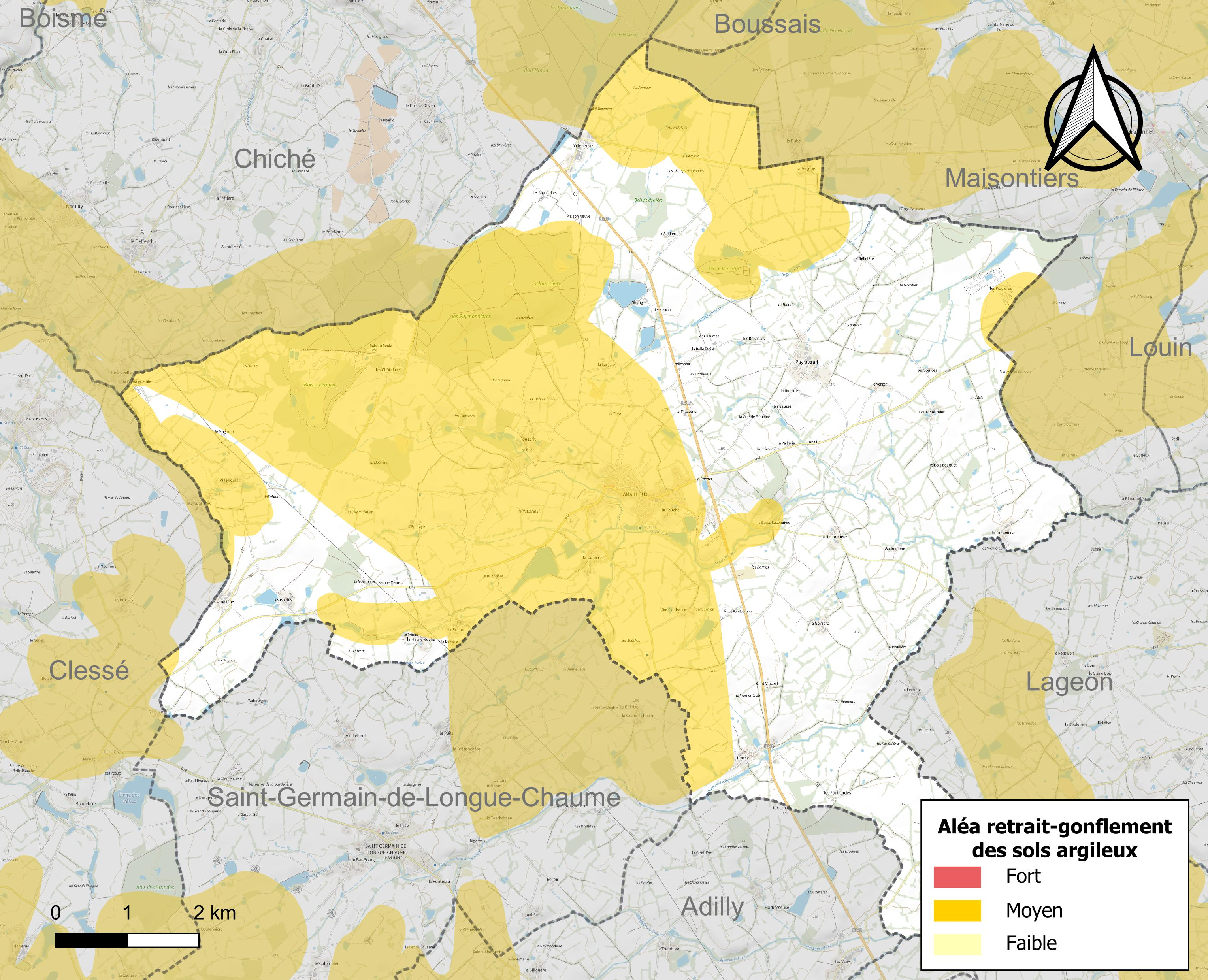
Carte des zones d'aléa retrait-gonflement des sols argileux d'Amailloux.

Les mouvements de terrains susceptibles de se produire sur la commune sont des tassements différentiels. Le retrait-gonflement des sols argileux est susceptible d'engendrer des dommages importants aux bâtiments en cas d’alternance de périodes de sécheresse et de pluie. 46,7 % de la superficie communale est en aléa moyen ou fort (54,9 % au niveau départemental et 48,5 % au niveau national). Depuis le 1er octobre 2020, en application de la loi ELAN, différentes contraintes s'imposent aux vendeurs, maîtres d'ouvrages ou constructeurs de biens situés dans une zone classée en aléa moyen ou fort,.
La commune a été reconnue en état de catastrophe naturelle au titre des dommages causés par des mouvements de terrain en 1999 et 2010.

#### Risque technologique
En 2020, la commune était exposée au risque industriel du fait de la présence sur son territoire d'une entreprise soumise à la directive européenne SEVESO, classée seuil haut : Titanobel (activités soumises à autorisation pour la fabrication et le stockage d’explosifs).

#### Risque particulier
Dans plusieurs parties du territoire national, le radon, accumulé dans certains logements ou autres locaux, peut constituer une source significative d’exposition de la population aux rayonnements ionisants. Selon la classification de 2018, la commune d'Amailloux est classée en zone 3, à savoir zone à potentiel radon significatif.

## Toponymie
L'origine du toponyme est incertaine. Son nom au XIe siècle, Amallo, suggère qu'il s'agissait d'une ancienne villa ou « domaine d'Amalius ». Amalius est un nom d'origine germanique. Il peut être l'un de ces barbares que les gouverneurs de province romains encourageaient à émigrer à l'époque du Bas Empire (IIIe – IVe siècle) pour y défricher et exploiter de nouvelles terres. À moins qu'il ne s'agisse d'un guerrier franc arrivé dans la région au Ve ou VIe siècle, au moment des grandes invasions, et qui s'y serait taillé un vaste territoire. Le problème est d'autant plus difficile à résoudre que, pendant tout le haut Moyen Âge, du VIIe au Xe siècle, les Gallo-romains ont pris des noms germaniques comme le voulait la mode de l'époque.

## Histoire

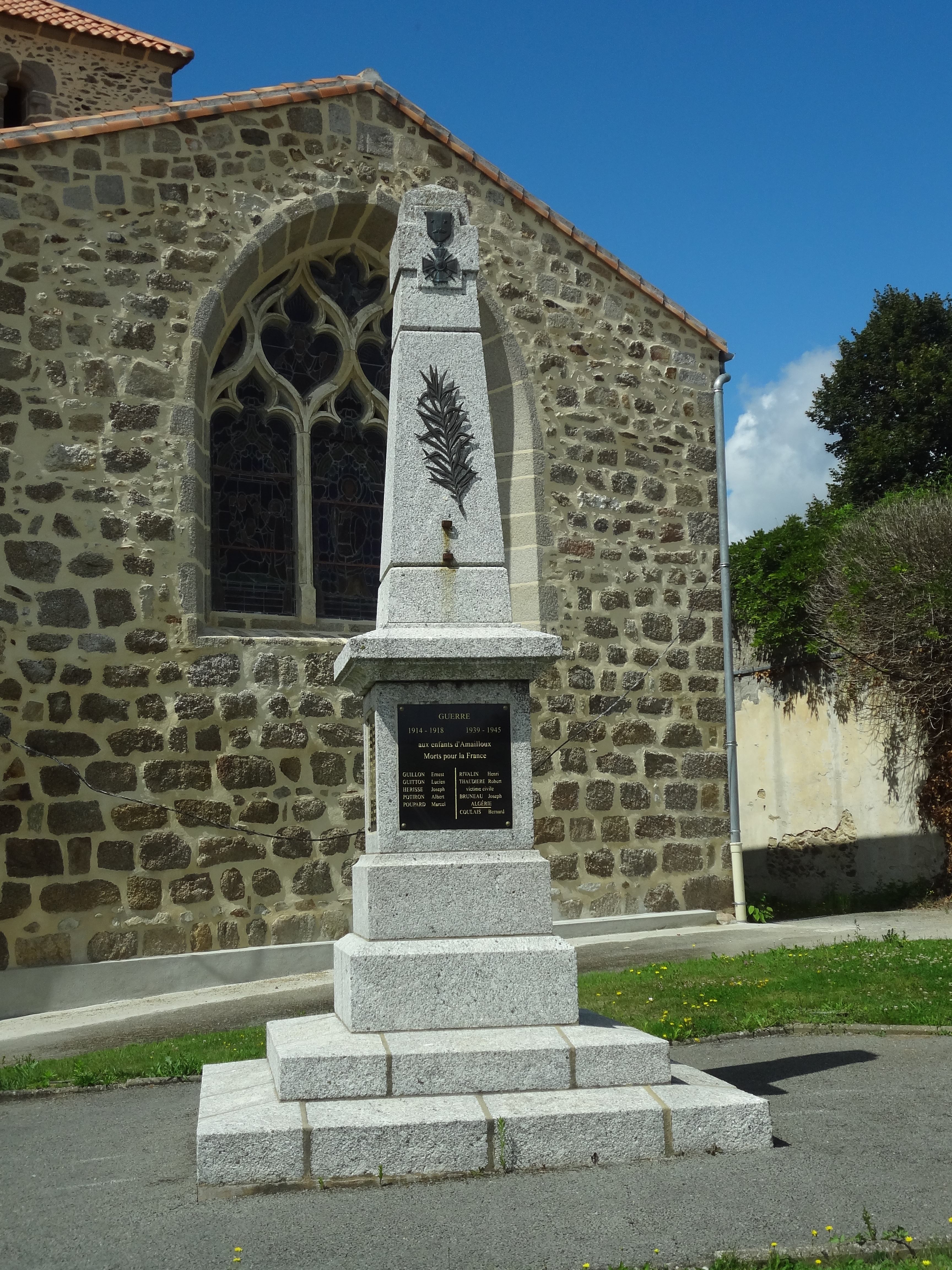
Le monument aux morts d'Amailloux.

La châtellenie d'Amailloux relevait de la baronnie d'Airvault. La cure était à la nomination de l'abbé d'Airvault. Amailloux faisait partie du doyenné de Bressuire, de la sénéchaussée et de l'élection de Poitiers, après avoir fait partie de celle de Parthenay au XVIe siècle. Il y avait 185 feux en 1750.

### Canton d'Amaillou
Le canton d'Amailloux, créé en 1790, dépendait du district de Parthenay et comprenait, outre Amailloux, les communes d'Adilly, la Boissière-Thouarsaise (aujourd'hui Lageon), Fénery et Saint-Germain-de-Longue-Chaume. Il fut supprimé en l'an VIII et réuni à celui de Parthenay.

## Politique et administration

### Liste des maires
| Période   | Période   | Identité                           | Étiquette | Qualité |
| --------- | --------- | ---------------------------------- | --------- | --- |

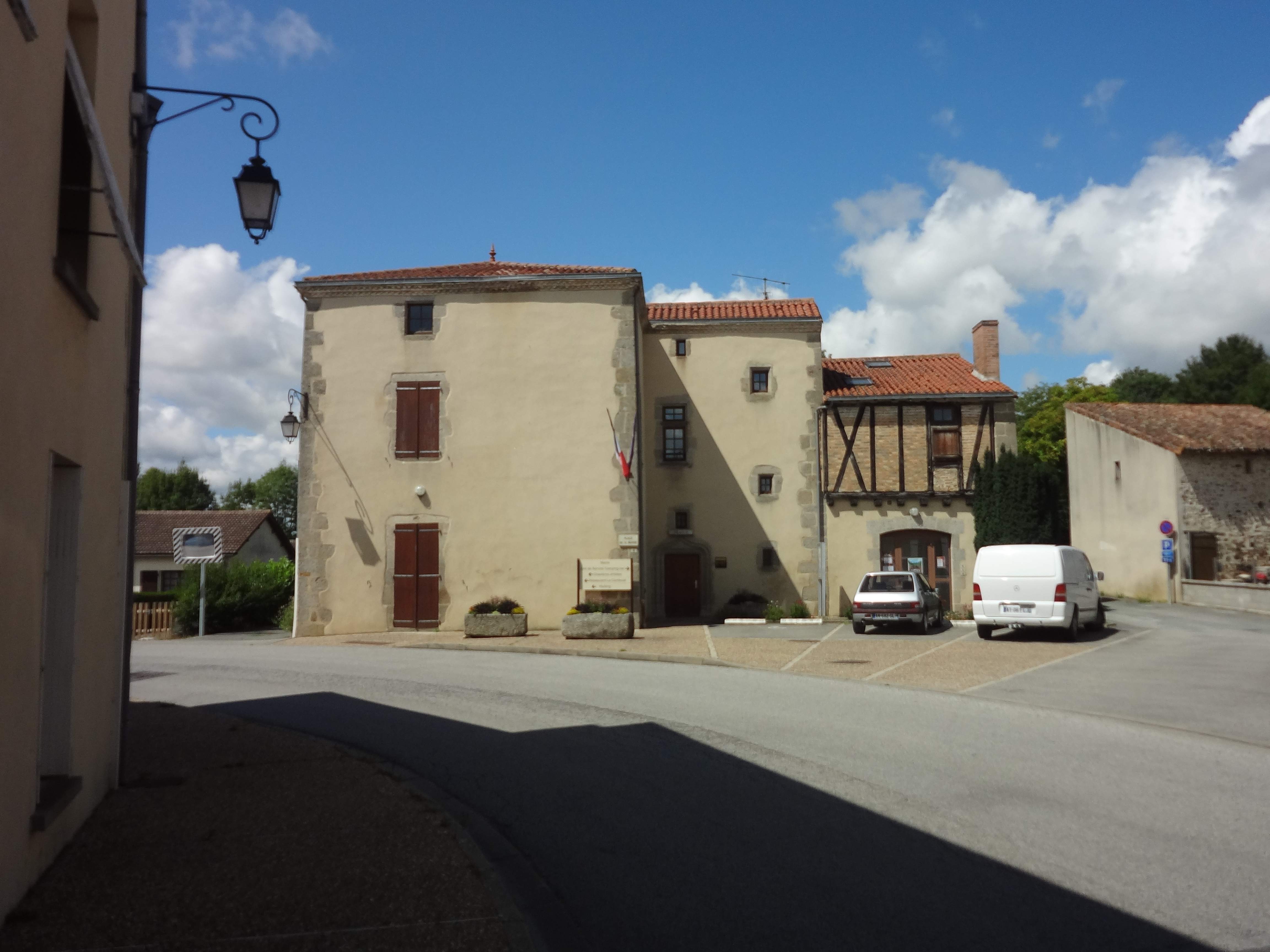
La mairie.

|           | 1792      | Louis Fradin (1749-1793)           |           | Marchand Guillotiné à Niort en 1793 au début des guerres de Vendée |
| 1792      | 1793      | Pierre Reveillault (ca1752-1794)   |           | Suppléant au maire Louis Fradin entre décembre 1792 et avril 1793 Maréchal-ferrant et serrurier Mort en 1794 en la maison de justice de Niort durant les guerres de Vendée. |
|           | 1802      | Étienne Robin (1743-1821)          |           | Marchand |
| 1802      | 1815      | René Brilloux                      |           | |
| 1816      | 1830      | Pierre Thaudière (1770-1845)       |           | Fermier du Bas-Château |
| 1830      | 1835      | Louis-Étienne Robin (1775-1833)    |           | |
| 1835      | 1843      | Pierre Thaudière (1770-1845)       |           | Fermier du Bas-Château |
| 1843      | 1878      | François-Étienne Robin (1810-1898) |           | |
| 1878      | 1892      | Léon Gaudry (1836-1905)            |           | |
| 1892      | 1896      | Marcellin Jarassé (1839-1901)      |           | Auxiliaire de justice (avoué-licencié) à Parthenay |
| 1896      | 1929      | Aristide Moreau (1851-1931)        |           | Épicier face à la porte principale de l'église. Chevalier de la Légion d'Honneur pour 33 années au service de ses concitoyens.                                              |
| 1929      | 1942      | Xiste Poirault (1882-1960)         |           | Fermier |
| 1942      | 1956      | Marcel Coulais (1902-1956)         |           | Agriculteur Nommé maire délégué par le régime de Vichy Décès accidentel le 22 novembre 1956                                                                                 |
| 1956      | 1959      | Ferdinand Robin                    |           | Aide chez son beau-frère négociant en œufs |
| 1959      | 1971      | Joseph Braud                       |           | Cultivateur |
| 1971      | 1980      | Marcel Berdeguer                   |           | Colonel à la retraite, mort en fonction de maladie le 26 mars 1980 |
| 1980      | 1983      | Joseph Braud                       |           | Cultivateur |
| 1983      | mars 2014 | Jean-Pierre Abrand                 | DVG       | Agriculteur |
| mars 2014 | En cours  | Nathalie Brescia                   | SE        | Professeur du secondaire & technique |

## Démographie
L'évolution du nombre d'habitants est connue à travers les recensements de la population effectués dans la commune depuis 1793. Pour les communes de moins de 10 000 habitants, une enquête de recensement portant sur toute la population est réalisée tous les cinq ans, les populations de référence des années intermédiaires étant quant à elles estimées par interpolation ou extrapolation. Pour la commune, le premier recensement exhaustif entrant dans le cadre du nouveau dispositif a été réalisé en 2006.

En 2022, la commune comptait 824 habitants, en évolution de −0,6 % par rapport à 2016 (Deux-Sèvres : +0,18 %, France hors Mayotte : +2,11 %).
| 1793 | 1800 | 1806 | 1821 | 1831 | 1836 | 1841 | 1846 | 1851 |
| ---- | ---- | ---- | ---- | ---- | ---- | ---- | ---- | ---- |
| 663  | 659  | 615  | 804  | 882  | 896  | 900  | 911  | 950  |

| 1856 | 1861 | 1866 | 1872 | 1876  | 1881  | 1886  | 1891  | 1896  |
| ---- | ---- | ---- | ---- | ----- | ----- | ----- | ----- | ----- |
| 935  | 928  | 951  | 941  | 1 074 | 1 130 | 1 205 | 1 321 | 1 326 |

| 1901  | 1906  | 1911  | 1921  | 1926  | 1931  | 1936  | 1946  | 1954  |
| ----- | ----- | ----- | ----- | ----- | ----- | ----- | ----- | ----- |
| 1 333 | 1 346 | 1 357 | 1 149 | 1 109 | 1 062 | 1 016 | 1 022 | 1 000 |

| 1962 | 1968 | 1975 | 1982 | 1990 | 1999 | 2006 | 2011 | 2016 |
| ---- | ---- | ---- | ---- | ---- | ---- | ---- | ---- | ---- |
| 989  | 940  | 820  | 831  | 753  | 720  | 801  | 865  | 829  |

| 2021 | 2022 | - | - | - | - | - | - | - |
| ---- | ---- | - | - | - | - | - | - | - |
| 823  | 824  | - | - | - | - | - | - | - |

## Culture locale et patrimoine

### Lieux et monuments
- Croix de la Belle
- Église Saint-Étienne
- Château de Fougerit

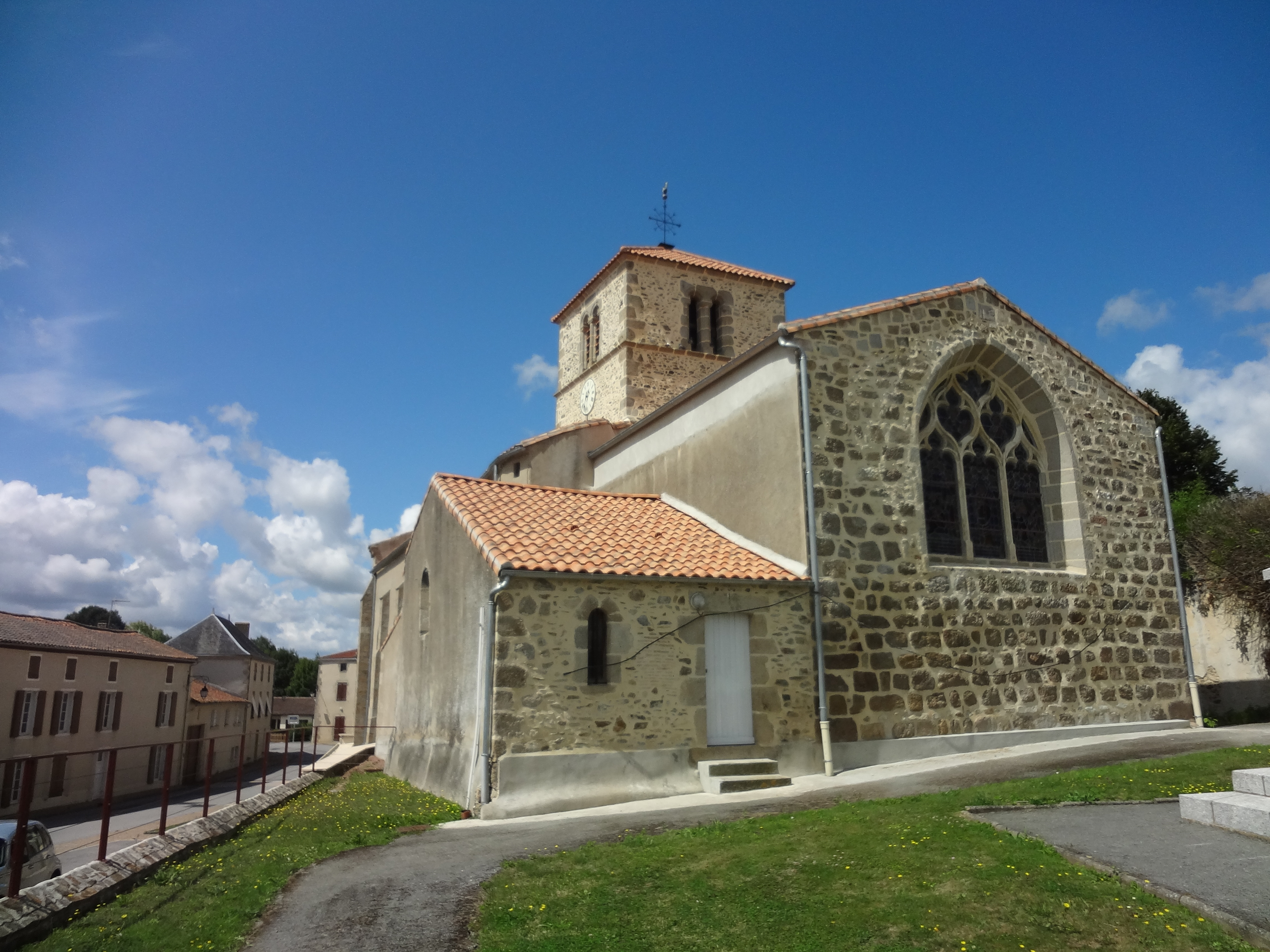
Chevet de l'église.

- Château de Tennessus, XIVe et XVe siècles, inscrit aux monuments historiques[34], aujourd'hui aménagé en chambres d'hôtes[35]
- Château de Villebouin (ruines)
- Château de Villegué (ruines)
- Émetteur de télévision et de FM avec un pylône d'une hauteur de 200 mètres.

- Centre d'enfouissement technique (CET) des déchets ultimes

### Personnalités liées à la commune
- Louis Fradin, maire, ancien moine, condamné à mort le 27 brumaire an II (17 novembre 1793) par le tribunal criminel du département des Deux-Sèvres comme « chef des brigands de la Vendée », guillotiné le lendemain sur la place de la Brèche à Niort.
- Georges Germond (1920-2019), instituteur à Amailloux de 1945 à 1975, préhistorien et archéologue, il publie plusieurs ouvrages[36].
- Eugène Aristide Moreau (1851-1931), maire d'Amailloux de 1896 à 1929.
- Dominique Piéchaud, artiste sculpteur, médailleur, restaurateur du château de Tennessus dans les années 1980[37].